# アサガイ
アサガイ（Assagai）は、アフロ・ロック・バンドであり、1970年代初頭にロンドンで活動していた。比較的、キャリアは短く、1971年のうちに2枚のアルバムを制作した。オシビサ以後、「イギリスで1960年代後半/1970年代初期において、2番目に有名なアフリカのグループ」と記述されている。

## 略歴
オリジナルのバンドは、南アフリカから3人、ナイジェリアから2人という5人のメンバーで構成されていた。そのメンバーは、ドラマーのルイス・モホロ、トランペッターでフルート奏者のモンゲジ・フェザ、アルト・サックス奏者のドゥドゥ・プクワナ、テナー・サックス奏者のビゾ・ムンギカナ、ギタリスト兼ベーシストのフレッド・コーカー。後年、『ガーディアン』紙のロブ・フィッツパトリックは、オシビサのスパルタカス・Rと代わって加入すべくコーカーがアサガイを脱退する前に、コーカーが「ガーナのオシビサが持つスーパースターとしての火力に比肩する、西アフリカ唯一にして真の存在としてのアサガイの地位に導く手助けをしました」と紹介した。カンタベリー・ロックのキーボーディストであるアラン・ゴーウェンや、キング・クリムゾンのパーカッショニストとして知られるジェイミー・ミューアも、短期間メンバーとして在籍した（1971年-1972年）。
イギリスのレーベル、ヴァーティゴのために録音を行ったバンドは、レーベルによって「これまでに契約した唯一のアフリカ人、または『ブラック』系バンド」と考えられている。
アサガイによるセルフ・タイトルのデビュー・アルバムは1971年にリリースされた。レコーディングでグループと一緒に演奏したアフリカのミュージシャンの中には、テリー・クエイ (Terri Quaye)がいた。アルバム『アサガイ』は、1994年にRepertoire RecordsからCDで再発された。バンドのセカンド・アルバムである『Zimbabwe』（ロジャー・ディーンによるカバーアート・ワーク）は、同じく1971年にリリースされた。また、『AfroRock』という別タイトルとしてだったが、Musicfor PleasureレーベルからLPとして再リリースされた。どちらのアサガイのアルバムも、英国のグループ、ジェイド・ウォリアーのメンバーによって書かれた歌曲をフィーチャーし、ジェイド・ウォリアーからのゲスト出演も含まれた。
過去、1960年代に、プクワナ、フェザ、モホロは、クリス・マクレガーと一緒に、ジャズ・バンド「ザ・ブルー・ノーツ (The Blue Notes)」のメンバーであった。

## ディスコグラフィ

### スタジオ・アルバム
- 『アサガイ』 - Assagai (1971年)
- Zimbabwe (1971年)